# پنج خورشید

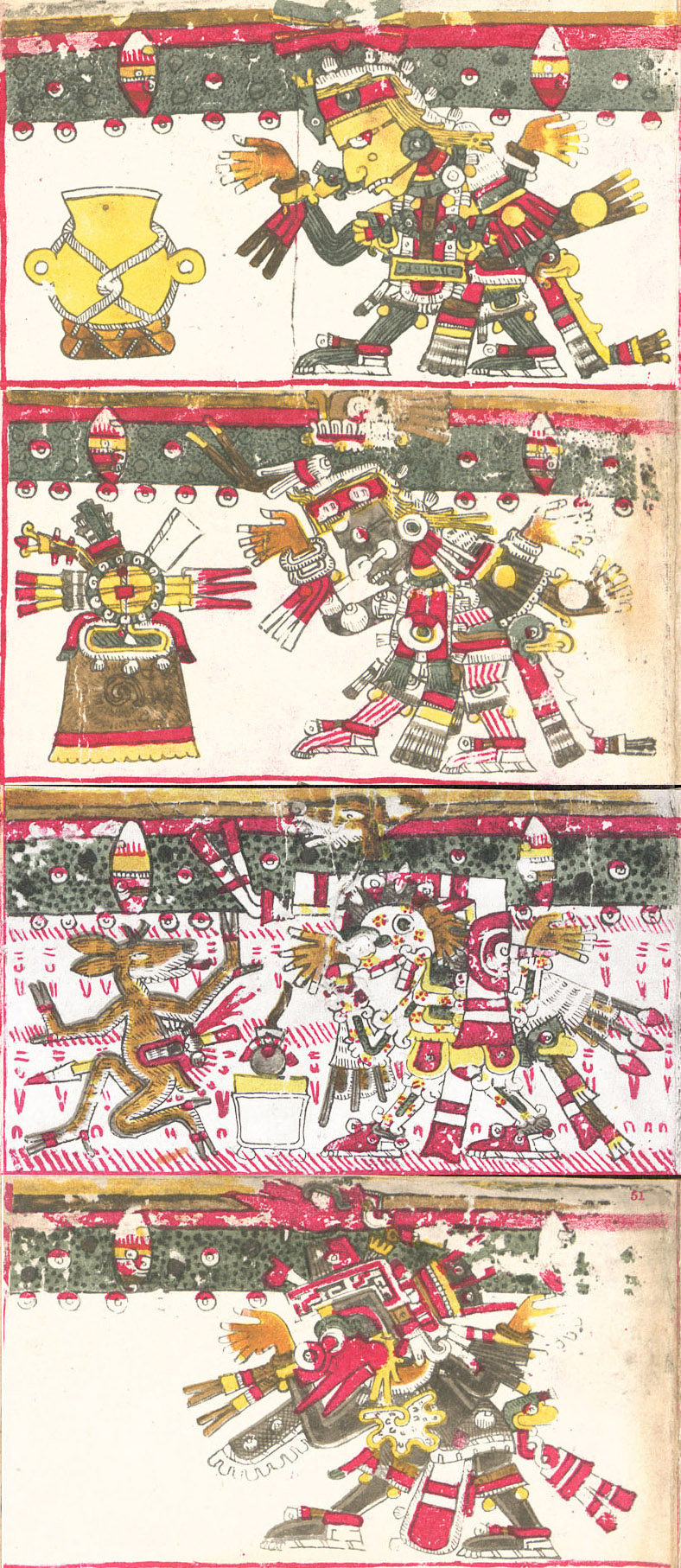
تصویری از دوران چهار خورشید پیشین در میان نقاشی‌های آزتک‌ها

پنج خورشید یک داستان اسطوره‌ای در میان آزتک‌ها بوده‌است که چگونگی ایجاد جهان را توضیح می‌دهد. طبق آنچه این داستان می‌گوید چهار خورشید دیگر قبل از این وجود داشتند و به خدایان مختلف در زمان‌های مختلف خدمت می‌کردند. روایت‌های مختلفی دربارهٔ این پنج دوره در میان سرخ‌پوستان وجود داشته‌است.
در این افسانه اصل بر این است که هر یک از خدایان به خورشیدی بدل می‌شد و به وسیلهٔ نور او جهان پدید می‌آمد و انسان‌ها فرزندان خورشید بوده‌اند؛ لذا آزتکی‌ها خود را «فرزندان خورشید» می‌دانستند و معتقد بودند که وظیفهٔ الهی آن‌ها ایجاب می‌کند که خورشید کنونی را تغذیه کنند؛ فلذا با قربانی کردن انسان در پیشگاه خداوند به بقای آن مدد می‌رساندند.

## روایت آنتونیو د لئون ای گاما
1. نخستین خورشید تزکاتلیپوکا (Tezcatlipoca) نام داشت که با برادرش، کوئتزالکواتل (Quetzalcoatl)، جنگید و از آسمان‌ها اخراج شد. انسان‌های این عصر همگی توسط جگوارهای تزکاتلیپوکا خورده شدند. به تزکاتلیپوکا در زبان ناهواتل «خورشید جگوار» (Nahui-Ocelotl) می‌گویند.
2. کوئتزالکواتل خود خورشید دوم شد، اما تزکاتلیپوکا همه انسان‌ها را به میمون تبدیل کرد. کوئتزالکواتل این میمون‌ها را با یک توفند کشت و آسمان را برای ایجاد انسان‌های جدید ترک کرد. در زبان ناهواتل به دومین خداوند «خورشید باد» (Nahui-Ehécatl) می‌گویند.
3. خداوند باران، تلالوک (Tlaloc), تبدیل به خورشید سوم شد، اما سپس تزکاتلیپوکا همسر او را ربود. ریزش باران متوقف شد و زمانی که انسان‌ها از او برای آب درخواست کمک کردند، تلالوک زمین را با باران آتش زد. در زبان ناهواتل به سومین خداوند «خورشید باران» (Nahui-Quiahuitl) می‌گویند.
4. چهارمین خورشید چالچیوتلیکوئه بود که به انسان‌ها فراوان عشق می‌ورزید؛ ولی تزکاتلیپوکا به او گفت که خودخواه بوده‌است و او آنقدر گریست تا سیل تمامی انسان‌های زمین را کشت. در زبان ناهواتل به چهارمین خداوند «خورشید آب» (Nahui-Atl) می‌گویند.
5. پنجمین خداوند که هنوز حکمفرماست، اویتسیلوپوچتلی (Huitzilopōchtli) نام دارد که شبانه‌روز با کویول شاوکی، خداوند ماه، در حال جنگ است. آزتک‌ها معتقد بودند که این خورشید هم ناپدید خواهد شد و تنها راه کمک به اویتسیلوپوچتلی قربانی کردن انسان برای اوست. آخرین خداوند در زبان ناهواتل «خورشید زلزله» (Nahui-Ollin) است و آزتک‌ها معتقد بودند که جهان کنونی با یک زمین‌لرزه پایان خواهد یافت.